# Joan Marshall
Joan Marshall (időnként Jean Arless vagy Joan Marshall Ashby) (Chicago, Illinois, 1931. június 9. – Jamaica, 1992. június 28.) amerikai színésznő.
Chicagóban született 1931-ben, a St. Clement iskolába járt. Mivel sokkal idősebbnek nézett ki a koránál, 14 évesen először a chicagói Chez Paree éjszakai mulatóban volt showgirl majd különböző Las Vegas-i darabokban lépett fel, ott találkozott első férjével. Tőle született Steven nevű fia és később Shari nevű lánya.
Az 1960-as évek elején Beverly Hillbe költözött, ahol szerepet ajánlottak neki a Homicidal című filmben (1961). 1963-ban részt vett a The Munsters című sorozat válogatásán, szerepelt is az első - pilot - epizódban, de végül a sorozatot nem vele forgatták le.
Egyes pletykák szerint Richard Chamberlainhez ment közben hozzá, de később mindketten megerősítették, hogy csak közeli barátok. A The Munsters sikertelensége után egy gyerekkori barátjával, Dirk Wayne Summers-szel írtak sorozatötleteket, majd Hal Ashby rendező felesége lett. Joan élete adta az ötletet a Shampoo című filmhez, melyet a férje rendezett.
Miután elvált Hal-tól, hozzáment egy Mel Bartfield nevű üzletemberhez. Jamaicán telepedtek le. Ott hunyt el 1992-ben. A hamvait a kívánsága szerint a kedvenc fája alá helyezték el.

## Filmjei
- 1958 - Live Fast, Die Young - Judy Tobin
- 1959 - "Bold Ventures" (TV) - Duval matróz
- 1961 - Homicidal - Emily
- 1963 - Tammy and the Doctor - Pamela
- 1964 - Looking for Love - Miss Devine
- 1967 - Star Trek - Count Martial - Areel Shaw hadnagy
- 1967 - The Happiest Millionaire
- 1968 - The Horse in the Gray Flannel Suit - Mimsey
- 1969 - The Great Sex War
- 1975 - Shampoo - Mrs. Schumann